# Новопервомайське
Новопервома́йське (каз. Новопервомай) — село у складі Шортандинського району Акмолинської області Казахстану. Входить до складу Новоселовського сільського округу.
Населення — 95 осіб (2021; 192 у 2009, 196 у 1999, 230 у 1989).
Національний склад станом на 1989 рік:
- росіяни — 43 %;
- німці — 23 %.

У радянські часи село називалось також Первомайське.